# العلاقات الكمبودية الليبية
العلاقات الكمبودية الليبية هي العلاقات الثنائية التي تجمع بين كمبوديا وليبيا.

## مقارنة بين البلدين
هذه مقارنة عامة ومرجعية للدولتين:
| وجه المقارنة                                              | كمبوديا                   | ليبيا                                       |
| --------------------------------------------------------- | ------------------------- | ------------------------------------------- |
| المساحة (كم2)                                             | 181.03 ألف                | 1.76 مليون                                  |
| عدد السكان (نسمة)                                         | 16.01 مليون               | 6.37 مليون                                  |
| الكثافة السكانية (ن./كم²)                                 | 88.44                     | 3.62                                        |
| العاصمة                                                   | بنوم بنه                  | طرابلس                                      |
| اللغة الرسمية                                             | اللغة الخميرية            | اللغة العربية، اللغة العربية الفصحى الحديثة |
| العملة                                                    | ريال كمبودي، دولار أمريكي | دينار ليبي                                  |
| الناتج المحلي الإجمالي (بليون دولار)                      | 22.16 مليار               | 50.98 مليار                                 |
| الناتج المحلي الإجمالي (تعادل القوة الشرائية) بليون دولار | 54.37 مليار               | 69.32 مليار                                 |
| الناتج المحلي الإجمالي الاسمي للفرد دولار أمريكي          | 1.16 ألف                  |                                             |
| الناتج المحلي الإجمالي للفرد دولار أمريكي                 | 3.26 ألف                  | 15.60 ألف                                   |
| مؤشر التنمية البشرية                                      | 0.555                     | 0.724                                       |
| رمز المكالمات الدولي                                      | +855                      | +218                                        |
| رمز الإنترنت                                              | .kh                       | .ly                                         |
| المنطقة الزمنية                                           | ت ع م+07:00               | ت ع م+02:00، توقيت شرق أوروبا               |

## منظمات دولية مشتركة
يشترك البلدان في عضوية مجموعة من المنظمات الدولية، منها:
| علم المنظمة | اسم المنظمة                        | تاريخ انضمام كمبوديا | تاريخ انضمام ليبيا |
| ----------- | ---------------------------------- | -------------------- | ------------------ |
|             | مؤسسة التنمية الدولية              | 22 يوليو 1970        | 1 أغسطس 1961       |
|             | يونسكو                             | 3 يوليو 1951         | 27 يونيو 1953      |
|             | وكالة ضمان الاستثمار متعدد الأطراف | 1 ديسمبر 1999        | 5 أبريل 1993       |
|             | الأمم المتحدة                      | 14 ديسمبر 1955       | 14 ديسمبر 1955     |
|             | الاتحاد البريدي العالمي            | ?                    | ?                  |
|             | البنك الدولي للإنشاء والتعمير      | 22 يوليو 1970        | 17 سبتمبر 1958     |
|             | الاتحاد الدولي للاتصالات           | 10 أبريل 1952        | 3 فبراير 1953      |
|             | منظمة حظر الأسلحة الكيميائية       | ?                    | ?                  |
|             | مؤسسة التمويل الدولية              | 26 مارس 1997         | 18 سبتمبر 1958     |
|             | منظمة الشرطة الجنائية الدولية      | ?                    | ?                  |

## وصلات خارجية
- موقع وزارة الخارجية الكمبودية
- موقع وزارة الخارجية الليبية